# Venera 10
Venera 10 (ryska: Венера-10) var en sovjetisk rymdsond i Veneraprogrammet. Rymdsonden sköts upp den 14 juni 1975, med en Proton raket. Farkosten bestod av två delar, en satellit och en landare. Venera 10 gick in i omloppsbana runt Venus den 23 oktober 1975. Landaren nådde planetens yta, den 25 oktober 1975.
Landaren fortsatte att sända data i 65 minuter efter landningen.

### Fotnoter
1. ↑  ”NASA Space Science Data Coordinated Archive” (på engelska). NASA. https://nssdc.gsfc.nasa.gov/nmc/spacecraft/display.action?id=1975-054D. Läst 26 mars 2020.